# Live in Warsaw (album String Connection)
Live in Warsaw – koncertowy album zespołu String Connection wydany w 1986 roku nakładem wytwórni PolJazz.

## Lista utworów
źródło:.
Strona 1
1. „Surima” (K. Przybyłowicz)
2. „Red Autumn Trees” (K. Dębski)
3. „Chciałbym się czegoś napić” (A. Jagodziński)

Strona 2
1. „Shadow of Your Smile” (muz. Johnny Mandel, sł. Paul Francis Webster)
2. „Bye, Bye Chorus” (K. Dębski)
3. „Genealogy” (K. Dębski)

## Twórcy
źródło:.
- Krzesimir Dębski – skrzypce, instrumenty klawiszowe
- Andrzej Jagodziński – waltornia, pianino
- Zbigniew Wrombel – bezprogowa gitara basowa
- Krzysztof Przybyłowicz – perkusja

Personel
- Andrzej Pągowski – projekt graficzny
- Rafał Paczkowski – realizacja
- Tadeusz Makowski – producent